# 小西幹久
小西幹久為日本的漫画家。

## 興趣
有在Twitter上分享自己拍攝的風景圖的嗜好。

## 作品
- 輪迴的花瓣（日语：。連載於月刊Comic BLADE。2014年－連載中，現存16卷。）
- 裸足的流星（日语：。連載於月刊Comic BLADE。2011年－2012年，已完結。全5卷。）

## 外部連結
- 小西幹久 （页面存档备份，存于）的Twitter帳戶